# Panaxia donna
Panaxia donna är en fjärilsart som beskrevs av Costa 1842. Panaxia donna ingår i släktet Panaxia och familjen björnspinnare. Inga underarter finns listade i Catalogue of Life.